# Moëlan-sur-Mer

Moëlan-sur-Mer este o comună în departamentul Finistère, Franța. În 1 ianuarie 2022 avea o populație de 6.763 de locuitori.